# Мансфілд (Міссурі)
Мансфілд (англ. Mansfield) — місто (англ. city) в США, в окрузі Райт штату Міссурі. Населення — 1193 особи (2020).

## Географія
Мансфілд розташований за координатами 37°6′35″ пн. ш. 92°34′51″ зх. д. / 37.10972° пн. ш. 92.58083° зх. д. (37.109843, -92.580955).  За даними Бюро перепису населення США в 2010 році місто мало площу 4,91 км², з яких 4,87 км² — суходіл та 0,04 км² — водойми.

## Демографія
Згідно з переписом 2010 року, у місті мешкало 1296 осіб у 568 домогосподарствах у складі 322 родин. Густота населення становила 264 особи/км².  Було 646 помешкань (132/км²).
Расовий склад населення:
| - 97,6 % — білих - 0,6 % — чорних або афроамериканців - 0,5 % — азіатів - 0,4 % — корінних американців |

До двох чи більше рас належало 0,8 %. Частка іспаномовних становила 0,9 % від усіх жителів.
За віковим діапазоном населення розподілялося таким чином: 27,2 % — особи молодші 18 років, 55,8 % — особи у віці 18—64 років, 17,0 % — особи у віці 65 років та старші. Медіана віку мешканця становила 38,1 року. На 100 осіб жіночої статі у місті припадало 90,0 чоловіків;  на 100 жінок у віці від 18 років та старших — 87,8 чоловіків також старших 18 років.
Середній дохід на одне домашнє господарство  становив 26 801 долар США (медіана — 18 519), а середній дохід на одну сім'ю — 34 350 доларів (медіана — 27 045). Медіана доходів становила 28 646 доларів для чоловіків та 20 833 долари для жінок. За межею бідності перебувало 36,1 % осіб, у тому числі 40,8 % дітей у віці до 18 років та 31,0 % осіб у віці 65 років та старших.
Цивільне працевлаштоване населення становило 398 осіб. Основні галузі зайнятості: освіта, охорона здоров'я та соціальна допомога — 33,9 %, виробництво — 17,8 %, роздрібна торгівля — 8,8 %, будівництво — 7,0 %.